# Trichomalopsis punctata
Trichomalopsis punctata är en stekelart som först beskrevs av Julius Theodor Christian Ratzeburg 1844.  Trichomalopsis punctata ingår i släktet Trichomalopsis och familjen puppglanssteklar. Inga underarter finns listade i Catalogue of Life.